# Sở kiến hành
Sở Kiến Hành (chữ Hán:所見行, Những điều trông thấy) là bài thơ do Nguyễn Du (阮攸; 1765–1820) sáng tác, khi ông đang dẫn đầu phái đoàn đi sứ sang Trung Quốc từ năm 1813 đến năm 1814. Bài thơ được đánh giá là một trong những tác phẩm thể hiện "bút pháp hiện thực và tinh thần nhân đạo, ý nghĩa tố cáo phong kiến trong thơ chữ Hán của ông".

## Tiểu dẫn
Sở Kiến Hành được sáng tác theo thể thơ ngũ ngôn cổ phong và được xếp trong tập Bắc hành tạp lục. Bắc hành tạp lục gồm 132 bài thơ chữ Hán, được Nguyễn Du sáng tác trong khoảng thời gian đi sứ sang Trung Quốc như vừa kể trên. Và tập thơ được xem như là một tập bút ký ghi cảm tưởng dọc đường.
Nội dung Sở kiến hành được Trương Chính tóm lược như sau:
Sở Kiến hành là cảnh một mẹ dắt ba con đi ăn xin, mẹ con này chắc rồi cũng sẽ bỏ thây nơi ngòi rãnh, làm mồi cho lang sói. Thương người mẹ, nhưng thương nhất là ba đứa con, "nỗi lòng đau đớn lạ thường, trông lên mặt trời như vì người mà vàng úa". Nhà thơ lại nghĩ đến hôm qua ở trạm Tây Hà, người ta cung đón cho đoàn quan lớn nào là gân hươu, vây cá, thịt lợn, thịt dê đầy mâm cỗ. Các quan lớn không chọc đũa vào đã đành, mà kẻ tùy tùng cũng chỉ nếm qua, rồi đổ cho chó nhà hàng xóm, mà chó cũng chán chê không thèm ăn. Chẳng ai nghĩ đến cảnh bốn mẹ con nhà kia cùng cực đến thế.
Và ông còn nói thêm:
Bài này có câu kết rất có ý nghĩa. Rõ ràng Nguyễn Du mong muốn nhà vua thấy cái kết quả cụ thể cái chính sách trị dân của mình. Tất nhiên, những cảnh đó không phải chỉ ở bên Trung Quốc mới có...

## Trích nhận xét
Trong Từ điển văn học (bộ mới), GS. Nguyễn Lộc viết:
Nhờ sang Trung Quốc, nhà thơ mới có thể mượn nhiều đề tài lấy từ lịch sử và hiện tại của nước này để nói những điều ông muốn nói về nước mình, tránh được sự công kích của triều đình nhà Nguyễn.
Trong Bắc hành tạp lục không những Nguyễn Du viết nhiều mà còn viết rất hay. Có thể nói những bài thơ chữ Hán hay nhất, thể hiện rõ nhất lòng ưu ái của nhà thơ trước cuộc đời và trước vận mệnh của con người chủ yếu tập trung trong tập thơ là Thái Bình mại ca giả (Người hát rong ở Thái Bình), Trở binh hành (Bài hành về việc binh làm nghẽn đường) và Sở kiến hành (Những điều trông thấy)...
Nhà thơ Xuân Diệu phân tích:
Với Thái Bình mại ca giả và Sở kiến hành, Nguyễn Du đã đặt ngón tay vào tận trong vết thương lở loét của xã hội. Thơ làm lối kể chuyện, rất hiện thực... Riêng bài Sở kiến hành, bốn mẹ con dắt nhau bỏ đất quê đang đói lớn, đi ăn xin dọc đường tha hương. Kế ấy làm sao lâu dài được! Rồi cũng sẽ chết mà thôi. Ngoài ra qua bài thơ, người đọc còn thấy "cái sĩ diện của phong kiến. Càng quan to, càng tỏ ra mình lớn lao sang trọng, tất phải ăn cho chê chán ở nhà (chúng nó thường xuyên ăn ngon đến nỗi sợ cả thịt!), chứ còn giữa những tiệc công khai ê hề, thì không thèm chọc đũa; bọn hầu hạ lau nhau cũng tỏ ra mình quan trọng, vờ rằng cao lương mỹ vị cũng chẳng xứng với chúng...
Nguyễn Du nói cụ thể, tỉ mỉ trong hai bài thơ trên, như là chuyện đau khổ của mình.
Nhận xét của GS. Nguyễn Huệ Chi:
Sở kiến hành ghi lại tỉ mỉ hình dáng và tình cảnh bần cùng của một mẹ và ba con. Từng chi tiết cứ xói vào tim người đọc. Ngẫm nghĩ, đấy không còn là mấy mẹ con của một người Trung Quốc nữa, mà là những hình ảnh vô cùng gần gũi - hình ảnh của vô vàn tốp người dân Việt đã phải "đầu đường xó chợ", tức tầng lớp người mà các sử gia phong kiến vẫn quen gọi là "dân phiêu tán".
Và Nguyễn Du đã nắm bắt được hiện tượng rất "đắt, rất "tiêu biểu" ấy, để dựng lên thành công một bức tranh điển hình. Chắc hẳn nếu không từng chứng kiến rất nhiều cảnh đời cay đắng ngay trên đất nước mình, nhà thơ khó khó lòng tạo được một kiệt tác như vậy.

## Nguyên tác& bản dịch
| Nguyên tác: 所見行 有婦攜三兒 相將坐道旁 小者在懷中 大者持竹筐 筐中何所盛 藜藿雜枇糠 日晏不得食 衣裙何框禳 見人不仰視 淚流襟浪浪 群兒且喜笑 不知母心傷 母心傷如何 歲饑流異鄉 異鄉稍豐熟 米價不甚昂 不惜棄鄉土 苟圖救生方 一人竭傭力 不充四口糧 沿街日乞食 此計安可長 眼下委溝壑 血肉飼豺狼 母死不足恤 撫兒增斷腸 奇痛在心頭 天日皆為黃 陰風飄然至 行人亦悽惶 昨宵西河驛 供具何張黃 鹿筋雜魚翅 滿棹陳豬羊 長官不下箸 小們只略嘗 撥棄無顧惜 鄰狗厭膏粱 不知官道上 有此窮兒娘 誰人寫此圖 持以奉君王 | Phiên âm Hán - Việt: Sở kiến hành Hữu phụ huề tam nhi, Tương tương tọa đạo bàng. Tiểu giả tại hoài trung, Đại giả trì trúc khuông. Khuông trung hà sở thịnh? Lê hoắc tạp tì khang. Nhật án bất đắc thực, Y quần hà khuông nhương! Kiến nhân bất ngưỡng thị, Lệ lưu khâm lang lang. Quần nhi thả hỉ tiếu, Bất tri mẫu tâm thương, Mẫu tâm thương như hà? Tuế cơ lưu dị hương. Dị hương sảo phong thục, Mễ giá bất thậm ngang. Bất tích khí hương thổ, Cẩu đồ cứu sinh phương. Nhất nhân kiệt dung lực, Bất sung tứ khẩu lương. Duyên nhai nhật khất thực, Thử kế an khả trường. Nhãn hạ ủy câu hác, Huyết nhục tự sài lang. Mẫu tử bất túc tuất, Phủ nhi tăng đoạn trường. Kỳ thống tại tâm đầu, Thiên nhật giai vị hoàng. Âm phong phiêu nhiên chí, Hành nhân diệc thê hoàng. Tạc tiêu Tây Hà dịch, Cung cụ hà trương hoàng! Lộc cân tạp ngư xí, Mãn trác trần trư dương. Trưởng quan bất hạ trợ, Tiểu môn chỉ lược thường. Bát khí vô cố tích, Lân cẩu yếm cao lương. Bất tri quan đạo thượng, Hữu thử cùng nhi nương. Thùy nhân tả thử đồ, Trì dĩ phụng quân vương. | Dịch nghĩa: Những điều trông thấy Có người đàn bà dắt ba đứa con, Cùng nhau ngồi bên đường, Đứa bé thì ẵm trong lòng, Đứa lớn xách giỏ tre. Trong giỏ đựng những gì? Rau cỏ lẫn tấm cám. Trưa rồi vẫn chưa có gì ăn, Áo quần thật lam lũ. Gặp ai không dám nhìn, Nước mắt thấm áo đầm đìa, Lũ trẻ vẫn cười vui, Không biết lòng mẹ đau xót. Lòng mẹ đau xót như thế nào? Năm đói, lưu lạc quê người, Quê người mùa màng càng khá hơn Giá gạo không cao lắm. Bỏ làng đi cũng chẳng quản, Tạm tìm phương cứu sống Một người làm mướn hết sức, Không đủ nuôi bốn miệng ăn. Hàng ngày đi xin dọc đường phố, Kế ấy lâu dài sao được! Cảnh chết lăn bên ngòi rãnh, trông thấy trước rồi. Máu thịt nuôi sài lang. Mẹ chết không đáng tiếc, Vỗ về con mà càng đứt ruột Lòng đau xót vô cùng, (Trông lên) trời, mặt trời vàng uá Gió lạnh bỗng đâu ào tới Khách qua đường cũng cảm động xót thương. Đêm qua ở trạm Tây Hà Mâm cổ cung đốn sao mà linh đình! Nào là gân hươu, vây cá, Đầy bàn thịt lợn, thịt dê. Quan lớn không chọc đũa, Người tùy tùng chỉ nếm qua. Đồ bỏ không hề tiếc, Chó hàng xóm cũng chán thức ngon. Không biết trên đường cái quan, Có mẹ con nhà này cùng cực đến thế! Ai người vẽ bức tranh này, Đem dâng lên nhà vua! |

| Nguyễn Hữu Bổng dịch thơ: Một mẹ cùng ba con, Lê la bên đường nọ, Đứa bé ôm trong lòng, Đứa lớn tay mang giỏ. Trong giỏ đựng những gì? Mớ rau lẫn tấm cám, Nửa ngày bụng vẫn không, Áo quần vẻ co dúm. Gặp người chẳng dám nhìn, Lệ sa vạt áo ướt, Mấy con vãn cười đùa, Biết đâu lòng mẹ xót. Lòng mẹ xót vì sao? Đói kém phải phiêu bạt. Nơi đây mùa khá hơn, Giá gạo không quá đắt. | Quản chi bước lưu ly, Miễn sống qua thì đói. Nhưng một người làm thuê, Nuôi bốn miệng sao nổi! Lần phố xin miếng ăn, Cách ấy đâu được mãi! Chết lăn rãnh đến nơi, Thịt da béo cầy sói. Mẹ chết có tiếc gì, Thương đàn con vô tội, Nỗi đau như xé lòng, Trời cao có thấu nổi? Gió lạnh bỗng đâu về Khách đi đường rầu rĩ, Đêm qua trạm Tây hà Mâm cổ sang vô kể? | Nào vây cá, gân hươu, Lợn dê mâm đầy ngút, Quan lớn không động đũa, Tuỳ tùng chỉ nếm chút. Thức ăn thừa đổ đi Chó no ngấy món ngon, Biết đâu bên đường quan, Có mẹ con cực khổ! Ai vẽ bức tranh này Dâng lên nhà vua rõ! |